# Liga de Voleibol Superior Masculino 1977
La Liga de Voleibol Superior Masculino 1977 si è svolta nel 1977: al torneo hanno partecipato 11 franchigie portoricane e la vittoria finale è andata per la prima volta ai Plataneros de Corozal.

## Regolamento
La competizione vede le undici franchigie partecipanti divise in due sezioni: la prime quattro classificate di ogni sezione accedono ai play-off scudetto, dove vengono accoppiate col metodo della serpentina, senza tenere conto della sezione di provenienza, sulla base del numero di incontri vinti. I play-off scudetto sono strutturati in quarti di finale al meglio delle tre gare, semifinali al meglio delle cinque gare e finale al meglio delle sette gare.

## Squadre partecipanti
| - Bucaneros de Arroyo - Cafeteros de Yauco - Changos de Naranjito - Criollos de Caguas - Gigantes de Adjuntas - Guayacanes de Guayanilla | - Leones de Ponce - Mets de Guaynabo - Patriotas de Lares - Plataneros de Corozal - Round Hill |

## Campionato

### Regular season

#### Classifica - Sezione 1
| Pos. | Squadra                  | G  | V  | P  | SV | SP | Ratio | PF | PS | Ratio |
| ---- | ------------------------ | -- | -- | -- | -- | -- | ----- | -- | -- | ----- |
| 1    | Gigantes de Adjuntas     | 20 | 12 | 8  |    |    |       |    |    |       |
| 2    | Guayacanes de Guayanilla | 20 | 12 | 8  |    |    |       |    |    |       |
| 3    | Leones de Ponce          | 20 | 12 | 8  |    |    |       |    |    |       |
| 4    | Changos de Naranjito     | 20 | 11 | 9  |    |    |       |    |    |       |
| 5    | Criollos de Caguas       | 20 | 2  | 18 |    |    |       |    |    |       |

#### Classifica - Sezione 2
| Pos. | Squadra               | G  | V  | P  | SV | SP | Ratio | PF | PS | Ratio |
| ---- | --------------------- | -- | -- | -- | -- | -- | ----- | -- | -- | ----- |
| 1    | Plataneros de Corozal | 20 | 18 | 2  |    |    |       |    |    |       |
| 2    | Bucaneros de Arroyo   | 20 | 12 | 8  |    |    |       |    |    |       |
| 3    | Mets de Guaynabo      | 20 | 12 | 8  |    |    |       |    |    |       |
| 4    | Round Hill            | 20 | 11 | 9  |    |    |       |    |    |       |
| 5    | Patriotas de Lares    | 20 | 6  | 14 |    |    |       |    |    |       |
| 6    | Cafeteros de Yauco    | 20 | 2  | 18 |    |    |       |    |    |       |

| Ai play-off scudetto |

### Play-off
|  | Quarti di finale | Quarti di finale      | Quarti di finale         |                  |                          | Semifinali            | Semifinali | Semifinali |  |  | Finale | Finale                | Finale |
|  |                  |                       |                          |                  |                          |                       |            |            |  |  |        |                       |        |
|  | 1                | Plataneros de Corozal | 2                        |                  |                          |                       |            |            |  |  |        |                       |        |
|  | 8                | Round Hill            | 0                        |                  |                          |                       |            |            |  |  |        |                       |        |
|  | 8                | Round Hill            | 0                        |                  | 1                        | Plataneros de Corozal | 3          |            |  |  |        |                       |        |
|  |                  |                       |                          |                  | 1                        | Plataneros de Corozal | 3          |            |  |  |        |                       |        |
|  |                  | 5                     | Leones de Ponce          | 1                |                          |                       |            |            |  |  |        |                       |        |
|  | 4                | 5                     | Leones de Ponce          | 1                | Gigantes de Adjuntas     | 1                     |            |            |  |  |        |                       |        |
|  | 4                |                       |                          |                  | Gigantes de Adjuntas     | 1                     |            |            |  |  |        |                       |        |
|  | 5                | Leones de Ponce       | 2                        |                  |                          |                       |            |            |  |  |        |                       |        |
|  |                  |                       |                          |                  |                          |                       |            |            |  |  | 1      | Plataneros de Corozal | 4      |
|  |                  |                       | 2                        | Mets de Guaynabo | 1                        |                       |            |            |  |  |        |                       |        |
|  | 2                | Mets de Guaynabo      | 2                        |                  |                          |                       |            |            |  |  |        |                       |        |
|  | 7                | Changos de Naranjito  | 1                        |                  |                          |                       |            |            |  |  |        |                       |        |
|  | 7                | Changos de Naranjito  | 1                        |                  | 2                        | Mets de Guaynabo      | 3          |            |  |  |        |                       |        |
|  |                  |                       |                          |                  | 2                        | Mets de Guaynabo      | 3          |            |  |  |        |                       |        |
|  |                  | 3                     | Guayacanes de Guayanilla | 1                |                          |                       |            |            |  |  |        |                       |        |
|  | 3                | 3                     | Guayacanes de Guayanilla | 1                | Guayacanes de Guayanilla | 2                     |            |            |  |  |        |                       |        |
|  | 3                |                       |                          |                  | Guayacanes de Guayanilla | 2                     |            |            |  |  |        |                       |        |
|  | 6                | Bucaneros de Arroyo   | 0                        |                  |                          |                       |            |            |  |  |        |                       |        |